# Nagware
Als Nagware (von englisch to nag nerven) bezeichnet man Shareware, die sich dadurch auszeichnet, dass sie während und nach Ablauf einer eingeräumten Testphase mit penetranten Kaufhinweisen aufwartet. 

## Eigenschaften
Im Gegensatz zu anderen Shareware-Arten ist Nagware meist ohne Einschränkungen des Funktionsumfanges verwendbar. Es handelt sich also in der Regel um eine zeitlich befristete Vollversion der Software. Der Benutzer soll jedoch durch häufige und lästige Hinweismeldungen dazu gebracht werden, eine Lizenz (z. B. in Form eines Lizenzschlüssels) für das Produkt zu erwerben. Nach der Produktaktivierung (z. B. durch die Eingabe eines Lizenzschlüssels) werden diese Meldungen dauerhaft oder zeitlich befristet (Abo-Modell) nicht mehr angezeigt. Ziel ist es also, wie bei praktisch jeder Shareware-Variante, dem Benutzer einen Einblick in die Software zu ermöglichen, gleichzeitig aber zum Kauf des Produkts zu motivieren. Die Software unterscheidet sich von der Werbung bei Adware dadurch, dass Nagware nur für die kostenpflichtige Registrierung der eigenen laufenden Anwendung wirbt und nicht für andere Produkte. Die Shareware-Hinweise erscheinen typischerweise
- beim Starten des Programms, eventuell verbunden mit einer Wartezeit von mehreren Sekunden,[2]
- beim Beenden des Programms,
- während der Benutzung des Programms selbst, z. B. durch Pop-up-Fenster.

Ein namhaftes Beispiel für ein solches Programm ist WinRAR.